# Bundesliga de 2025–26
A Bundesliga 2025–26 é a 63ª temporada da Bundesliga, a principal competição de futebol da Alemanha. A temporada começará em 22 de agosto de 2025 e tem previsão de terminar em 16 de maio de 2026. Os jogos foram divulgados em 27 de junho de 2025.

## Participantes

### Promoção e rebaixamento
O Hamburgo, após sete temporadas, retornou a principal divisão do futebol alemão ao golear o Ulm por 6 a 1 no Volksparkstadion. O Köln retornou um ano após cair ao vencer por 4 a 0 o Kaiserslautern, sagrando-se campeão da 2. Bundesliga de 2024–25.
Eles substituíram o Holstein Kiel, rebaixado após seu debute no na primeira divisão e o Bochum depois de passar quatro anos na primeira divisão.
| Promovidos 2. Bundesliga de 2024–25 | Rebaixados Bundesliga de 2024–25 |
| ----------------------------------- | -------------------------------- |
| Köln                                | Holstein Kiel                    |
| Hamburgo                            | Bochum                           |

### Estádios e cidades
| Equipe                   | Cidade                | Estádio                        | Capac. | Ref.   |
| Augsburg                 | Augsburg              | WWK Arena                      | 30 660 | [ 8 ]  |
| Bayer Leverkusen         | Leverkusen            | BayArena                       | 30 210 | [ 9 ]  |
| Bayern de Munique        | Munique               | Allianz Arena                  | 75 000 | [ 10 ] |
| Borussia Dortmund        | Dortmund              | Signal Iduna Park              | 81 365 | [ 11 ] |
| Borussia Mönchengladbach | Mönchengladbach       | Borussia-Park                  | 54 042 | [ 12 ] |
| Eintracht Frankfurt      | Frankfurt             | Deutsche Bank Park             | 58 000 | [ 13 ] |
| Freiburg                 | Friburgo na Brisgóvia | Europa-Park                    | 34 700 | [ 14 ] |
| Hamburgo                 | Hamburgo              | Volksparkstadion               | 57 000 | [ 15 ] |
| Heidenheim               | Heidenheim            | Voith-Arena                    | 15 000 | [ 16 ] |
| Hoffenheim               | Sinsheim              | PreZero Arena                  | 30 150 | [ 17 ] |
| Köln                     | Colônia               | RheinEnergieStadion            | 49 698 | [ 18 ] |
| Mainz 05                 | Mainz                 | Mewa Arena                     | 33 305 | [ 19 ] |
| RB Leipzig               | Leipzig               | Red Bull Arena                 | 47 800 | [ 20 ] |
| St. Pauli                | Hamburgo              | Millerntor-Stadion             | 29 546 | [ 21 ] |
| Stuttgart                | Stuttgart             | MHPArena                       | 60 058 | [ 22 ] |
| Union Berlin             | Berlim                | Stadion An der Alten Försterei | 22 012 | [ 23 ] |
| Werder Bremen            | Bremen                | Weserstadion                   | 42 100 | [ 24 ] |
| Wolfsburg                | Wolfsburg             | Volkswagen Arena               | 28 917 | [ 25 ] |

### Treinadores e uniformes
| Time                     | Treinador         | Capitão             | Fornecedor  | Patrocinador da camisa       | Patrocinador da camisa     |
| Time                     | Treinador         | Capitão             | Fornecedor  | Frente                       | Manga                      |
| ------------------------ | ----------------- | ------------------- | ----------- | ---------------------------- | -------------------------- |
| Augsburg                 | Sandro Wagner     | Jeffrey Gouweleeuw  | Mizuno      | WWK Versicherungen           | Siegmund                   |
| Bayer Leverkusen         | Erik ten Hag      | Lukáš Hrádecký      | New Balance | BarmeniaGothaer              | Niedax                     |
| Bayern de Munique        | Vincent Kompany   | Manuel Neuer        | Adidas      | Deutsche Telekom             | Allianz                    |
| Borussia Dortmund        | Niko Kovač        | Emre Can            | Puma        | Vodafone                     | Pluto TV                   |
| Borussia Mönchengladbach | Gerardo Seoane    | Jonas Omlin         | Puma        | Reuter Gruppe                | Sonepar                    |
| Eintracht Frankfurt      | Dino Toppmöller   | Kevin Trapp         | Adidas      | Indeed.com                   | Deutsche Vermögensberatung |
| Freiburg                 | Julian Schuster   | Christian Günter    | Nike        | JobRad                       | Lexware                    |
| Hamburgo                 | Merlin Polzin     | Sebastian Schonlau  | Adidas      | HanseMerkur                  | Plan International         |
| Heidenheim               | Frank Schmidt     | Patrick Mainka      | Puma        | MHP Management               | Voith                      |
| Hoffenheim               | Christian Ilzer   | Oliver Baumann      | Joma        | SAP                          | –                          |
| Köln                     | Lukas Kwasniok    | Timo Hübers         | Hummel      | REWE                         | DEVK                       |
| Mainz 05                 | Bo Henriksen      | Silvan Widmer       | Jako        | Kömmerling                   | iDM Wärmepumpen            |
| RB Leipzig               | Ole Werner        | Willi Orbán         | Puma        | Red Bull                     | –                          |
| St. Pauli                | Alexander Blessin | Jackson Irvine      | Puma        | Congstar                     | –                          |
| Stuttgart                | Sebastian Hoeneß  | Atakan Karazor      | Jako        | Landesbank Baden-Württemberg | hep solar                  |
| Union Berlin             | Steffen Baumgart  | Christopher Trimmel | Adidas      | Raisin Bank                  | –                          |
| Werder Bremen            | Horst Steffen     | Marco Friedl        | Hummel      | Matthäi                      | Ammerländer                |
| Wolfsburg                | Paul Simonis      | Maximilian Arnold   | Nike        | Volkswagen                   | –                          |

### Mudanças de treinadores
| Time             | Antigo treinador | Modo de término       | Posição na tabela | Data da troca       | Novo treinador | Data da nomeação   |
| ---------------- | ---------------- | --------------------- | ----------------- | ------------------- | -------------- | ------------------ |
| RB Leipzig       | Zsolt Lőw        | Término como interino | Pré-temporada     | 30 de junho de 2025 | Ole Werner     | 1 de julho de 2025 |
| Wolfsburg        | Daniel Bauer     | Término como interino | Pré-temporada     | 30 de junho de 2025 | Paul Simonis   | 1 de julho de 2025 |
| Köln             | Friedhelm Funkel | Término como interino | Pré-temporada     | 30 de junho de 2025 | Lukas Kwasniok | 1 de julho de 2025 |
| Bayer Leverkusen | Xabi Alonso      | Acordo mútuo          | Pré-temporada     | 30 de junho de 2025 | Erik ten Hag   | 1 de julho de 2025 |
| Augsburg         | Jess Thorup      | Demitido              | Pré-temporada     | 30 de junho de 2025 | Sandro Wagner  | 1 de julho de 2025 |
| Werder Bremen    | Ole Werner       | Demitido              | Pré-temporada     | 30 de junho de 2025 | Horst Steffen  | 1 de julho de 2025 |

## Classificação
| Pos | Equipe                   | Pts | J | V | E | D | GP | GC | SG | Classificação ou descenso                            |
| --- | ------------------------ | --- | - | - | - | - | -- | -- | -- | ---------------------------------------------------- |
| 1   | Augsburg                 | 0   | 0 | 0 | 0 | 0 | 0  | 0  | 0  | Fase de liga da Liga dos Campeões da UEFA de 2025–26 |
| 2   | Bayer Leverkusen         | 0   | 0 | 0 | 0 | 0 | 0  | 0  | 0  | Fase de liga da Liga dos Campeões da UEFA de 2025–26 |
| 3   | Bayern de Munique        | 0   | 0 | 0 | 0 | 0 | 0  | 0  | 0  | Fase de liga da Liga dos Campeões da UEFA de 2025–26 |
| 4   | Borussia Dortmund        | 0   | 0 | 0 | 0 | 0 | 0  | 0  | 0  | Fase de liga da Liga dos Campeões da UEFA de 2025–26 |
| 5   | Borussia Mönchengladbach | 0   | 0 | 0 | 0 | 0 | 0  | 0  | 0  | Fase de liga da Liga Europa da UEFA de 2025–26       |
| 6   | Eintracht Frankfurt      | 0   | 0 | 0 | 0 | 0 | 0  | 0  | 0  | Play-off da Liga Conferência da UEFA de 2025–26      |
| 7   | Freiburg                 | 0   | 0 | 0 | 0 | 0 | 0  | 0  | 0  |                                                      |
| 8   | Hamburgo                 | 0   | 0 | 0 | 0 | 0 | 0  | 0  | 0  |                                                      |
| 9   | Heidenheim               | 0   | 0 | 0 | 0 | 0 | 0  | 0  | 0  |                                                      |
| 10  | Hoffenheim               | 0   | 0 | 0 | 0 | 0 | 0  | 0  | 0  |                                                      |
| 11  | Köln                     | 0   | 0 | 0 | 0 | 0 | 0  | 0  | 0  |                                                      |
| 12  | Mainz 05                 | 0   | 0 | 0 | 0 | 0 | 0  | 0  | 0  |                                                      |
| 13  | RB Leipzig               | 0   | 0 | 0 | 0 | 0 | 0  | 0  | 0  |                                                      |
| 14  | St. Pauli                | 0   | 0 | 0 | 0 | 0 | 0  | 0  | 0  |                                                      |
| 15  | Stuttgart                | 0   | 0 | 0 | 0 | 0 | 0  | 0  | 0  |                                                      |
| 16  | Union Berlin             | 0   | 0 | 0 | 0 | 0 | 0  | 0  | 0  | Play-off de rebaixamento da Bundesliga de 2025–26    |
| 17  | Werder Bremen            | 0   | 0 | 0 | 0 | 0 | 0  | 0  | 0  | Zona de rebaixamento à 2. Bundesliga                 |
| 18  | Wolfsburg                | 0   | 0 | 0 | 0 | 0 | 0  | 0  | 0  | Zona de rebaixamento à 2. Bundesliga                 |

1. ↑  Os vencedores da Copa da Alemanha de 2025–26 também se classificam para a fase de grupos da Liga Europa da UEFA (ou para o sexto colocado, caso o vencedor da Copa da Alemanha termine entre os cinco primeiros da Bundesliga). Se o vencedor da Copa da Alemanha terminar entre os seis primeiros da Bundesliga, a vaga na Liga Conferência da UEFA será passada para o sétimo colocado.

## Confrontos
| Mandante \ Visitante     | AUG | LEV | MUN | DOR | MÖN | FRA | FRE | HAM | HEI | HOF | KÖL | MAI | LEI | STP | STU | UNB | BRE | WOL |
| ------------------------ | --- | --- | --- | --- | --- | --- | --- | --- | --- | --- | --- | --- | --- | --- | --- | --- | --- | --- |
| Augsburg                 | —   |     |     |     |     |     |     |     |     |     |     |     |     |     |     |     |     |     |
| Bayer Leverkusen         |     | —   |     |     |     |     |     |     |     |     |     |     |     |     |     |     |     |     |
| Bayern de Munique        |     |     | —   |     |     |     |     |     |     |     |     |     |     |     |     |     |     |     |
| Borussia Dortmund        |     |     |     | —   |     |     |     |     |     |     |     |     |     |     |     |     |     |     |
| Borussia Mönchengladbach |     |     |     |     | —   |     |     |     |     |     |     |     |     |     |     |     |     |     |
| Eintracht Frankfurt      |     |     |     |     |     | —   |     |     |     |     |     |     |     |     |     |     |     |     |
| Freiburg                 |     |     |     |     |     |     | —   |     |     |     |     |     |     |     |     |     |     |     |
| Hamburgo                 |     |     |     |     |     |     |     | —   |     |     |     |     |     |     |     |     |     |     |
| Heidenheim               |     |     |     |     |     |     |     |     | —   |     |     |     |     |     |     |     |     |     |
| Hoffenheim               |     |     |     |     |     |     |     |     |     | —   |     |     |     |     |     |     |     |     |
| Köln                     |     |     |     |     |     |     |     |     |     |     | —   |     |     |     |     |     |     |     |
| Mainz 05                 |     |     |     |     |     |     |     |     |     |     |     | —   |     |     |     |     |     |     |
| RB Leipzig               |     |     |     |     |     |     |     |     |     |     |     |     | —   |     |     |     |     |     |
| St. Pauli                |     |     |     |     |     |     |     |     |     |     |     |     |     | —   |     |     |     |     |
| Stuttgart                |     |     |     |     |     |     |     |     |     |     |     |     |     |     | —   |     |     |     |
| Union Berlin             |     |     |     |     |     |     |     |     |     |     |     |     |     |     |     | —   |     |     |
| Werder Bremen            |     |     |     |     |     |     |     |     |     |     |     |     |     |     |     |     | —   |     |
| Wolfsburg                |     |     |     |     |     |     |     |     |     |     |     |     |     |     |     |     |     | —   |